# Ambatoabo
Ambatoabo is een plaats en commune in het zuiden van Madagaskar, behorend tot het district Tôlanaro, dat gelegen is in de regio Anosy. Tijdens een volkstelling in 2001 telde de plaats ongeveer 8000 inwoners.
De plaats biedt enkel lager onderwijs aan. 90% van de bevolking werkt er als landbouwer, 7% houdt zich bezig met veeteelt en 3% actief in de dienstensector. Met name wordt er rijst verbouwd, maar bonen, mais en cassave komt ook voor.